# دخول الإسلام السودان

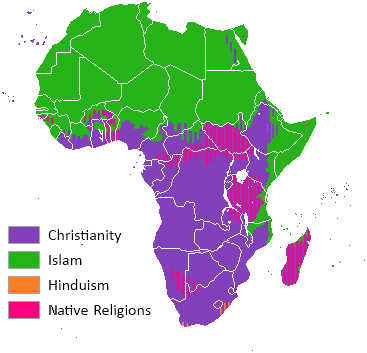
التقسيم الجغرافي بين غالبية الأديان الإسلام والمسيحية في أفريقيا المعاصرة وهو يترواح بين أكثر أو أقل على طول الحافة الجنوبية من الساحل.

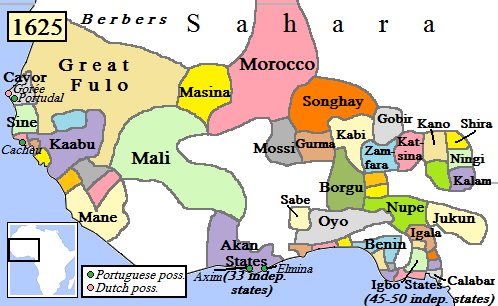
الممالك الساحلية الغربية في القرن السابع عشر17

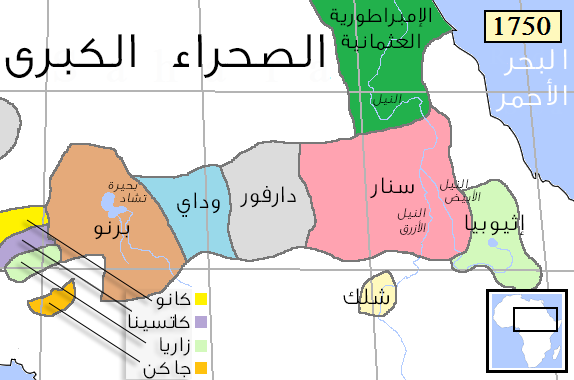
ممالك الوسط والساحل الشرقية في القرن الثامن عشر 18

دخل الإسلام إلى السودان على أنقاض ممالك مسيحية منقسمة لم تستطع توحيد نفسها رغم اشتراكها في دين واحد، وهذا ما أضعفها وسهّل سقوطها. ولم تصمد المسيحية أمام دينامية الفاتحين والمهاجرين المسلمين المتدفقين من شبه الجزيرة العربية منطلقين إلى العالم كله. ومن بين المواضع التي قصدتها العناصر الإسلامية، شمال أفريقيا وبالذات مصر ومنها كان التدفق الإسلامي الهائل نحو بلاد النوبة. فقد بدأ احتكاك وتفاعل مباشران، بعد دخول عبد الله بن أبي السرح إلى مصر.

## العرب
ومن الثابت أن السودان الشرقي قد عرف الهجرات العربية منذ فترة بعيدة قبل الإسلام. فقد نزحت بعض المجموعات بسبب الصراعات القبلية أو شح الغذاء، وعبرت هذه القبائل البحر الأحمر مباشرة أو أتت من الشمال عن طريق مصر، أو من الساحل الشمالي لأفريقيا. وفي هذا الأثناء، جاءت قبائل بني هلال وبني سليم وجهينة وربيعة والجعافرة وقبائل مغربية من البربر. ويرى بعض المؤرخين أن بلاد البجا قد عرفت مبكرا قبل الإسلام هجرة الحضارمة، ثم تحولوا إلى الإسلام، وأطلق عليهم البجا اسم الحدراب.

### تفاعل بلاد النوبة مع الهجرات العربية العربية السابقة للإسلام
وتفاعلت بلاد النوبة إيجابيا مع الهجرات العربية السابقة للإسلام، لذلك كان من السهل على القبائل والمجموعات العربية المسلمة لاحقا أن تجد طريقها إلى الممالك النوبية المسيحية منذ القرن السابع الميلادي. ومثال ذلك إن المجموعة التي تسمى: المجموعة الجعلية أو المجموعة الجعلية-الدنقلاوية، والتي سكنت السودان الشمالي، كان أثرها أقوي وأشد مقارنة بالمجموعة الجهينية الأكثر عددا. فقد تمكنت هذه المجموعة من التمازج مع السكان المحليين ونشرت الإسلام والعربية إلى حد كبير. ومن المعلوم أن الإسلام لم يدخل السودان من خلال غزوات والفتح العسكري، لذلك كانت عملية التحول إلى الدين الإسلامي بطيئة للغاية. كما كان التدين بسيطا أقرب إلى القدوة والتقليد منه إلى الفكر والمعرفة العميقة.
وظلت العلاقات بين بلاد النوبة والمسلمين في مصر متوترة باستمرار. وقد تميزت بالمناوشات وتهديد الحدود، وخطوط تجارة القوافل، خاصة بعد أن فتح المسلمون مصر على يد عمرو بن العاص عام 20هـ/641م، في عهد عمر بن الخطاب رضى الله عنه. وتواصلت محاولات إخضاع بلاد النوبة، فقد ذكرت المراجع العربية الوسيطة، أن عمرو بن العاص بعث عقبة بن نافع الفهري، وكان نافع أخا العاص لأمه. فدخلت خيول المسلمين أرض النوبة، ويقول البلاذري: «فلقي المسلمون بالنوبة قتالا شديدا. لقد لاقوهم فرشقوهم بالنبل حتى جرح عامتهم، فانصرفوا بجراحات كثيرة وحدق مفقوءة، فسموا«أي النوبة»رماة الحدق». ولم تكن المعركة حاسمة، لذلك عاد النوبيون بعد فترة وجيزة إلى الإغارة على الحدود والقوافل، وانتهت الهدنة القصيرة. أما عبد الله بن سعد بن ابي السرح، فقد استهل عهده بحملتين عاميّ 20 ــ 21هـ /641م و30 ــ 31هـ /651م. فقد قرر أن يضع حدا لتهديدات النوبة، فجرد جيوشه إلى النوبة ووصل إلى دنقلا وحاصرها ورماها بالمنجنيق الذي أفزع النوبيين، فطلب الملك قليدروت الصلح. وبالفعل تم توقيع اتفاقية البقط.

### اتفاقية البقط
وهي كما يقول ابن الحكم، هدنة أمان لا عهد ولا ميثاق. وهي في حقيقتها أقرب إلى معاهدة تجارية وسياسية بين مصر الإسلامية ومملكة دنقلا المسيحية، أو مجرد معاهدة حسن جوار تضمن حرية الحركة والتجارة بين البلدين. وهي تختلف عن كل اشكال المعاهدات الأخرى التي عقدت بين المسلمين وغير المسلمين. وقد جاء في نص اتفاقية البقط ما يلي:
(أنكم معاشر النوبة آمنين بأمان الله وأمان رسوله ﷺ ألا نحاربكم ولا ننصب لكم حربا ولا نغزوكم ما أقمتم على الشرائط التي بيننا وبينكم على أن تدخلوا بلدنا مجتازين غير مقيمين فيه. وندخل بلدكم مجتازين غير مقيمين فيه. وعليكم حفظ من نزل بلدكم أو يطرقه من مسلم أو معاهد حتى يخرج عنكم . وأن عليكم رد كل آبق «هارب» خرج اليكم من عبيد المسلمين حتى تردوه إلى أرض الإسلام. ولا تستولوا عليه ولا تمنعوا منه. ولا تتعرضوا لمسلم قصده وجاوره إلى أن ينصرف عنه. وعليكم حفظ المسجد الذي ابتناه المسلمون بفناء مدينتكم. ولا تمنعوا منه مصليا. وعليكم كنسه واسراجه وتكرمته. وعليكم في كل سنة ثلثمائة وستون رأسا تدفعونها إلى امام المسلمين من أوسط رقيق بلادكم غير المعيب يكون فيها ذكران وإناث ليس فيها شيخ هرم ولا عجوز ولا طفل لم يبلغ الحلم. تدفعون ذلك إلى والي اسوان«. . . .» فإن أنتم آويتهم عبدا لمسلم أو قتلتم مسلما أو معاهدا أو تعرضتم للمسجد الذي ابتناه المسلمون بفناء مدينتكم بهدم أو منعتم شيئا من الثلثمائة رأس والستين رأسا فقد برئت منكم هذه الهدنة والأمان، وعدنا نحن وانتم على سواء حتى يحكم الله بيننا وهو خير الحاكمين).

و كان يجب على المسلمين دفع مقابل من القمح و العدس و البهارات مقابل العبيد . كما لم يلزم على المسلمون الدفاع عن النوبيين إذا هاجمهم عدو خارجي.
وهذا شكل مختلف تماما عن المعاهدات التي أبرمها في البلدان التي فتحت عنوة. كما أن المادة الخاصة برعاية المسجد الموجود في المنطقة والاجراءات المنظمة للنشاط الاقتصادي، قد مهدت لاحقا بانتشار الموجات المهاجرة من رأوا ضرورة التفرغ لها وعدم تشتيت الجهود.

### منطقة البجا
لم يتضمن البقط منطقة البجا، إذ لم يرد عنهم نص في المعاهدة. ويبدو أن عبد الله بن سعد لم يعطهم أي اعتبار ــ كما يقول بعض المؤرخين مثل ابن عبد الحكم ــ لأنهم لم يمثلوا خطرا على المسلمين. ولكن البجا أغاروا على صعيد مصر حوالي عام 725م، فصالحهم ابن الحبحباب وكتب لهم عقدا خاصا. وقد نص العقد على أن يدفعوا ثلثمائة من الإبل الصغيرة، وعلى أن يجتازوا الريف تجارا غير مقيمين، وألا يقتلوا مسلما أو ذميا وألا يأووا عبيد المسلمين، ويظل وكيلهم في الريف، رهينة في يد المسلمين. ولكن البجة عاودوا مهاجمة المسلمين وأغاروا على قوافلهم من جديد في منطقة أسوان. لذلك جرد عليهم الخليفة المأمون حملة بقيادة عبد الله بن الجهم سنة 841م، انتهت بعهد جديد مع رئيسهم كنون بن عبد العزيز، ومن أهم شروطه:
1. أن تكون بلاد البجة من حد أسوان إلى حد مبين دهلك «مصوع» وباضع «جزيرة الريح» ملكا للخليفة، وأن كنون بن عبد العزيز وأهل بلده عبيد لأمير المؤمنين، على أن يبقى كنون ملكا عليهم. وأن يؤدي ملك البجة الخراج كل عام مائة من الإبل أو300 دينار لبيت المال.
2. أن يحترم البجة الإسلام ولا يذكروه بسوء، وألا يقتلوا مسلما أو ذميا حرا أو عبدا في أرض البجة أو في مصر أو النوبة، وألا يعينوا أحدا على المسلمين.
3. ألا يهدموا شيئاً من المساجد التي ابتناها المسلمون بصيحة وهجر.
4. وعلى كنون أن يدخل عمال أمير المؤمنين بلاد البجة لقبض صدقات من أسلم من البجة.

وهذا عقد مختلف عن البقط الذي أبرم مع النوبة، إذ يلاحظ أن بلاد البجة حتى مصوع صارت جزءا من الدولة الإسلامية، وطبق عليها شروط البلاد المفتوحة، بدليل فرض الخراج. وفي العقد ما يدل على وجود مسلمين في المنطقة مثل شرط عدم التعرض للمسلمين بأذى، وجمع الصدقات من المسلمين، ثم شرط حفظ المساجد القائمة. وهذا يعني دخول جماعات إسلامية لأسباب مختلفة وبطرق شتى إلى بلاد البجة.
وظلت علاقة النوبيين مع المسلمين متوترة باستمرار مما أثّر على استقرار وتطور بلاد النوبة، فقد لعبت اتفاقية البقط دوراً مهماً في استمرار التنازع والتوتر.
ومن الواضح أن اتفاقية البقط لم تحقق سلما دائما بين النوبيين والمسلمين، ولكن مع ذلك تمسكت بها كل الاسر الحاكمة وظلت سائدة قرابة سبعة قرون. ويبدو أن اتفاقا ضمنيا ومعلنا بين الطرفين ثبّت مبدأ الدفع، وإن ظهر أحيانا خلاف حول الفترة: هل كل عام أم كل ثلاث سنوات أم مرة واحدة فقط؟ ولكن تفسير المسلمين رأى فيها التزاما أبديا لا يسقط عن النوبيين أبدا.
وتقول المصادر أنها قد نفذت كاملة في عهد ولاة مصر من قبل الخليفتين عثمان بن عفان وعلي بن أبي طالب، وفي عهد الخلفاء الأمويين والعباسيين. ولكن في عهد الخليفة المهدي وفي عهد المعتصم الخليفة قبل الأخير في العصر العباسي الأول «833 ــ 842»، حصل النوبيون على استثناء يقضي على أن يؤدي البقط كل ثلاث سنوات حسب ادعاء النوبيين. وقد حدثت بعض الانقطاعات في عهد المأمون «813 ــ833» حيث توترت العلاقات لمدة أربع عشرة سنة من العداء. واعقبت ذلك حروب انتقامية، مثل حملة عام 855 في أيام الخليفة المتوكل أول خلفاء العصر العباسي الثاني. وحملة عام 951م في أيام المطيع لله الخليفة الرابع عشر في العصر العباسي الثاني «946 ــ 974»، عندما كان الإخشيديون يحكمون مصر. وبعد عهد المتوكل «847 ــ 861» لم يعد حكام مصر يختارون من العرب بل من الأتراك المنافسين للعرب وفقد العرب نفوذهم، وكان من نتائج ذلك تأسيس الدولة الطولونية علي يد أحمد بن طولون، والذي أعد حملة سنة 868م بقيادة العمري. والذي يقول عنه «مسعد» أنه أحد رواد الثقافة الإسلامية الأول الذين يدين لهم النوبة والبجة بالإسلام. ولكن في مصر «وصلته أنباء مناجم الذهب بالنوبة والعلاقي فسال لعابه، وهكذا تحول رجل الدين إلى مغامر كبير. واجتمع اليه كثير من طلاب المعدن، وسار على رأسهم نحو بلاد النوبة وأرض البجة». وهذا مثال لغياب علماء محترفين ومتفرغين لتعليم أصول الدين الإسلامي للسودانيين. خاصة أن الأسرة الحاكمة اللاحقة لم تنشغل قصدا بنشر الإسلام والفقه الإسلامي المجمع عليه.
واستقل الاخشيديون بحكم مصر خلال الفترة من935م حتى 969م، واستمروا بنفس حماس سابقيهم في جباية رقيق البقط، وقد سيروا عددا من الغزوات على النوبة الذين شعروا بضعف الدولة الإسلامية في الشمال فتمردوا عليها عدة مرات ورفضوا دفع البقط. ومن أشهر هبات النوبيين، قيامهم بالإغارة على الواحة الخارجة عام 951م واتبعوها بحملة أخرى على أسوان عام 956م حيث قتل ملك النوبة جمعا من المسلمين. وسيَّر الإخشيديون في العام التالي حملة بقيادة محمد بن عبد الّله الخازن على عسكر مصر، والذي هزم النوبيين وتقدم حتى إبريم وسبى كثيرا من أهلها وقدم بهم إلى مصر. ويعلق «مسعد» على هذا الوضع: «بيد أن هذه الهزيمة لم تضع حدا لهجمات النوبيين على حدود مصر من ناحية الجنوب فتجددت إغاراتهم على صعيد مصر زمن كافور، وتقدموا شمالا حتى ادفو منتهزين فرصة اضطراب الأحوال في مصر، وقيام المجاعة فيها بسبب انخفاض مياه النيل وتعرضها من الشرق لتهديد القرامطة. وليس من المستبعد أن تكون هذه الاغارات النوبية نتيجة لدعاية فاطمية واسعة، الغرض منها أضعاف الإدارة المصرية وشغلها في أكثر من جهة حتى لا تركز جهودها ضد الزحف الفاطمي من الغرب».
ويرى كثير من المؤرخين أن عهد الفاطميين في مصر «969ــ 1171م» كان أقل توترا في علاقة المسلمين والنوبيين، رغم استمرار الفاطميين في المطالبة بدفع البقط. فلما أتم جوهر الصقلي قائد الخليفة المعز لدين الله الفاطمي فتح مصر؛ أرسل أحمد بن سليم الاسواني إلى جورج الثاني ملك النوبة، مطالبا بالبقط على أساس أن الفاطميين هم الآن حكام مصر. واستجاب ملك النوبة، فقد كان يعرف قوة وقدرة الفاطميين. وجاء في بعض المصادر أن جوهرا دعا الملك جورج إلى اعتناق الإسلام ولكنه لم يستجب للدعوة. وهذه مسألة واردة بسبب حماس الفاطميين للدعوة والتوسع والترويج للمذهب الشيعي في هذه المناطق. ورغم ذلك، استمرت العلاقة ودية بين الطرفين، لأن الفاطميين لم يروا خطرا حقيقيا في وجود دولة مسيحية على حدودهم الجنوبية. يضاف إلى ذلك، أن الفاطميين أقاموا بصورة دائمة في ثغر أسوان من جهة الشلال الأول. وشهدت هذه الفترة ميلاد إمارة عربية قوية اتخذت مدينة أسوان مركزا لها، وامتد نفوذها جنوبا في أرض مريس، وأنشأ هذه الإمارة زعيم من عرب ربيعة. ورغم نشوب النزاع بين بطون ربيعة، إلا أن هذه العشيرة كونت طبقة حاكمة خضع لها النوبيون في مريس بعد زوال السلطان الفعلي لملك النوبة المسيحي، وتحول معظم السكان إلى الإسلام

## الفونج
تختلف الآراء حول أصل الفونج. وهم يرجعون بأصولهم إلى العرب وإلى بني أمية بالذات. و المصادر العربية تذكر أن بعضا من أمراء بني أمية هربوا من مصر إلى بلاد النوبة والبجة عندما خر صريعا في مصر مروان بن محمد آخر خليفة لهم حوالى أوائل القرن السادس عشر الميلادى وفي فترة الغموض وقلة المصادر عن أخريات مملكة علوة أو العنج كما يسمونها في السودان ظهرت دولة إسلامية يرأسها الملك عمارة دونقس من الفونج. و بالرغم من أن هذه الحقبة من تاريخ السودان قريبة منا نسبيا فإن مصادرها قليلة ومشوشة و العهد الذي سبقها في علوة المسيحية كان أشد غموضا. ثار جدل لم ينته بعد حول أصل الفونج و من أي موطن دخلوا السودان و في أي وقت دخلوا في حلف مع العبدلاب، و مملكة سوبا التي قامت على أنقاضها دولة الفونج لم يتضح لنا على وجه التحديد هل كانت نهايتها تدريجية أم كانت بهجوم على عاصمتها سوبا وتخريبها على حسب الروايات، والروايات الوطنية تفقد أحيانا الحاسة الزمنية مما يجعل مهمة الباجث بالغة الصعوبة ومع ذلك فلا بد لنا من الاعتماد على مصادر مكتوبة ومدونة عندما نبدأ قصة التأسيس الأول كدولة الفونج، هنا يبرز لنا مصدران رئيسيان في هذا الصدد أولهما مخطوطة للشيخ أحمد كاتب الشونة الذي عاصر أواخر عهد الفونج وأوائل عهد الحكم التركي المصري و عمل حينا في شونة الخرطوم، ولذلك سمي بكاتب الشونة، ومخطوطته تسرد تاريخ الفونج منذ تأسيسها وتذكر عن ملوكها الأوائل نبذا قصيرة ولكن عندما تمتد القصة إلى عهد تزدحم الحوادث ويطيل في سردها،

## وصلات خارجية
- Trade and the Spread of Islam in Africa, Heilbrunn Timeline of Art History. New York: The Metropolitan Museum of Art (October 2001).